# الوليد بن المغيرة
الوليد بن المغيرة (95 ق هـ - 1 هـ / 530 - 622م)، كان سيداً من زعماء قريش ومن قضاة العرب في الجاهلية، وهو والد الصحابي خالد بن الوليد. وكان ممن حرم الخمر في الجاهلية، وضرب ابنه هشاما على شربهُ. يقال له «العدل» لأنه كان عدل قريش كلها: كانت قريش تكسو «البيت» جميعها، والوليد يكسوه وحده، قال البلاذري: « الْوَليِد بْن الْمُغِيرَةِ، كان يكنى أبا عبد شمس، ويقال كَانَ يكنى أبا الْمُغِيرَة، وَكَانَ عظيم القدر فِي زمانه...وَكَانَ يقال لَهُ العدل لأنه كَانَ يكسو الكعبة سنة وتكسوها قُرَيْش سنة فكان يعدلها، وقيل لَهُ الوحيد».
أدرك الوليد الإسلام وهو شيخ هرم، فعاداه وقاوم دعوته. توفي بعد الهجرة بثلاثة أشهر عن عمر خمسة وتسعين عاماً، وكان سبب وفاته أن جرحاً كان قد أصابه بأسفل كعب رجله قبل سنين انتقض عليه فقتله، قال ابن الأثير: «ومات - الوليد - بعد الهجرة بعد ثلاثة أشهر وهو ابن خمس وتسعين سنة، ودفن بالحجون».

## النسب
- الوليد بن المغيرة بن عبد الله بن عمر بن مخزوم بن يقظة بن مرة بن كعب بن لؤي بن غالب بن فهر بن مالك بن النضر المخزومي القرشي.
- أمه: صخرة بنت الحارث بن عبد الله بن عبد شمس، من بجيلة.[4][5]

## فضله في قريش
من أغنى أغنياء قريش حيث ورد أنه بنى ركن من أركان الكعبة الأربعة عندما قامت قريش بترميمها واشتركت باقي القبائل في بقية الأركان، وورد كذلك أنه كان في موسم الحج وطول الأربعين ليلة، يذبح للحجيج كل يوم عشرة من الإبل، وقيل أن قافلة تجارته تقدر بمائة بعير حتى يقال إنها لا تدخل من باب واحد بل من جميع أبواب مكة حتى تصل الجمال في وقت واحد. كانت قريش تسميه الوحيد أو وحيد مكة، لأن قبائل قريش تكسو الكعبة عام وهو وحده عام، ويقال أنه أول من حرم الخمر في الجاهلية.

## الوليد والقرآن
أدرك الوليد بن المغيرة بعثة الرسول ولم يسلم، بل قال مستنكراً عدم نزول الدعوة عليه هو، وهو كبير قريش: "أينزل على محمد وأترك وأنا كبير قريش وسيدها، ويترك أبو مسعود عمرو بن عمير الثقفي سيد ثقيف، فنحن عظيما القريتين»، فأنزل الله فيه: ﴿وَقَالُوا لَوْلَا نُزِّلَ هَذَا الْقُرْآنُ عَلَى رَجُلٍ مِنَ الْقَرْيَتَيْنِ عَظِيمٍ ۝٣١﴾ (الزخرف:31).
ولما نشبت حرب بدر الكبرى جاء الأخنس بن شريق الثقفي حليف بني زهرة إلى أبي جهل ابن هشام بن المغيرة ولما اختلى به سأله قائلاً «أترى محمداً يكذب؟» فقال أبو جهل: «ما كذب قط وكنا نسميه الأمين ولكن إذا كان في بني هاشم السقاية والرفادة والمشورة ثم تكون فيهم النبوة فأي شيء لبني مخزوم؟» فمن هذا يتبين أن بني مخزوم يرون أنفسهم في درجة بني هاشم وسبب امتناعه من الإسلام كما ذكره الإمام البغوي في تفسيره أن النبي في المسجد قرأ ﴿حم ۝١ تَنْزِيلُ الْكِتَابِ مِنَ اللَّهِ الْعَزِيزِ الْعَلِيمِ ۝٢ غَافِرِ الذَّنْبِ وَقَابِلِ التَّوْبِ شَدِيدِ الْعِقَابِ ذِي الطَّوْلِ لَا إِلَهَ إِلَّا هُوَ إِلَيْهِ الْمَصِيرُ ۝٣﴾ (سورة غافر الآيات:1,2,3) وكان الوليد يسمع قراءته ففطن له (أي انتبه) رسول الله وأعاد الآية فانطلق الوليد حتى أتى مجلس قومه فقال: «والله لقد سمعت من محمد آنفاً كلاماً ما هو من كلام الأنس ولا من كلام الجن إن له لحلاوة وإن عليه لطلاوة وإن أعلاه لمثمر وإن أسفله لمغدق وأنه يعلو وما يعلى عليه». ثم انصرف إلى منزله فقالت قريش صبأ والله الوليد، وهو ريحانة قريش والله لتصبأن قريش كلهم فقال أبو جهل: أنا أكفيكموه. فانطلق فقعد إلى جنب عمه الوليد حزيناً فقال له الوليد: «مالي أراك حزيناً يا ابن أخي؟» فقال: «وما يمنعني أن أحزن؟ وهذه قريش يجمعون لك نفقة يعينونك على كبر سنك ويزعمون أنك زينت كلام محمد وإنك تدخل على ابن أبي كبشة وابن قحافة لتنال من فضل طعامهم»، فغضب الوليد وقال: «ألم تعلم قريش أني من أكثرها مالاً وولداً؟ وهل شبع محمد وأصحابه ليكون لهم فضل؟» ثم قام مع أبي جهل حتى أتى مجلس قومه فقال لهم: «تزعمون أن محمداً مجنون فهل رأيتموه يحنق قط؟» قالوا «اللهم لا»، قال: «تزعمون أنه كاهن فهل رأيتموه تكهن قط؟» قالوا «اللهم لا»، قال: «تزعمون أنه كذاب فهل جربتم عليه شيئاً من الكذب؟» و تزعمون انه ساحر و اني اعلمكم بما يفعل الساحرون ما هو بنفثه ما هو بعقده قالوا لا، فقالت قريش للوليد فما هو؟ فتفكر في نفسه نزل على محمد و ليس على الوليد ثم نظر محمد في مخيلته وعبس الحاجبين و بسر الجفنين خطين براقات فقال:(((( اقدر )))) لكم عقول القوم ف قولوا «ما هو إلا ساحر أما رأيتموه يفرق بين الرجل وأهله وولده ومواليه فهو ساحر وما يقوله سحر يؤثر.» فنزل فيه قول القرآن في سورة المدثر ﴿إِنَّهُ فَكَّرَ وَقَدَّرَ ۝١٨ فَقُتِلَ كَيْفَ قَدَّرَ ۝١٩ ثُمَّ قُتِلَ كَيْفَ قَدَّرَ ۝٢٠ ثُمَّ نَظَرَ ۝٢١ ثُمَّ عَبَسَ وَبَسَرَ ۝٢٢ ثُمَّ أَدْبَرَ وَاسْتَكْبَرَ ۝٢٣ فَقَالَ إِنْ هَذَا إِلَّا سِحْرٌ يُؤْثَرُ ۝٢٤ إِنْ هَذَا إِلَّا قَوْلُ الْبَشَرِ ۝٢٥ سَأُصْلِيهِ سَقَرَ ۝٢٦﴾ [المدثر:18–26].

## أولاده
- الصحابي خالد بن الوليد
- الصحابي هشام بن الوليد
- الصحابي الوليد بن الوليد
- عمارة بن الوليد
- أبو قيس بن الوليد قُتِل كافراً في غزوة بدر
- الصحابية فاطمة بنت الوليد
- الصحابية عاتكة بنت الوليد

## موته
توفي الوليد بن المغيرة ولم يسلم، وكان سبب وفاته أن جرحاً كان قد أصابه بأسفل كعب رجله قبل سنين انتقض عليه فقتله، وكان ذلك الجرح قد أصابه حين مرّ برجل من خزاعة وهو يريش نبلاً له، فتعلق سهم من نبله بإزاره، فخدش رجله ذلك الخدش الذي كان سبب موته. ويروى أنه حين حضرته الوفاة دعا بنيه وكانوا يومئذ ثلاثة: هشام بن الوليد، والوليد بن الوليد، وخالد بن الوليد، فقال لهم: «أي بني، أوصيكم بثلاث فلا تضيّعوا فيهن، دمي في خزاعة فلا تطلنه، والله إني لأعلم أنهم منه براء، ولكني أخشى أن تسبوا به بعد اليوم، ورباي في ثقيف فلا تدعوه حتى تأخذوه، وعقري (صداق المرأة) عند أبي أزيهر الدوسي فلا يفوتنكم فيه». وكان أبو أزيهر قد زوجه بنتاً ثم أمسكها عنه فلم يدخله عليها حتى مات. وقد مات الوليد بن المغيرة بعد الهجرة بثلاثة أشهر عن خمس وتسعين سنة ودفن في الحجون بمكة. (كذا في ابن الأثير والحلبية)

## في السينما والتلفزيون
- 1964 : فيلم هجرة الرسول وقام بدور الوليد بن المغيرة الممثل شوقي بركة.
- 1981 : مسلسل الكعبة المشرفة وقام بدور الوليد بن المغيرة الممثل مجدي وهبة.
- 1987 : مسلسل الأنصار، وقام بدور الوليد بن المغيرة الممثل شكري سرحان.
- 2008 : مسلسل قمر بني هاشم، وقام بتجسيد دور الوليد بن المغيرة الممثل عبدالكريم القواسمي.
- 2009 : فيلم الخوافي والقوادم في نصرة الإسلام وقام بدور الوليد بن المغيرة الممثل أمجد الحسين.
- 2009 : مسلسل صدق وعده وقام بدور الوليد بن المغيرة الممثل محمد وفيق.

2009 : فيلم رحمة للعالمين وقام بدور الوليد بن المغيرة الممثل ريبال صابوني.
- 2012 : مسلسل عمر عن قصة حياة عمر بن الخطاب بطولة سامر إسماعيل. وقام بدور الوليد بن المغيرة الممثل عبدالكريم القواسمي.